# The Soft Bulletin
The Soft Bulletin é o nono álbum de estúdio da banda The Flaming Lips, foi lançado em 1999. É considerado pela critica especializada um dos melhores trabalhos da banda, sendo comparado algumas vezes ao álbum Pet Sounds do The Beach Boys pelo uso de arranjos orquestrais e elaborados.
Contudo, a diversidade de instrumentos utilizada nos arranjos tornou impraticável a execução das músicas em apresentações ao vivo, por este motivo, a banda chegou a apresentar composições de Soft Bulletin acompanhada por sons pré-gravados.
| Críticas profissionais                                                      | Críticas profissionais |
| Avaliações da crítica                                                       | Avaliações da crítica  |
| Fonte                                                                       | Avaliação              |
| --------------------------------------------------------------------------- | ---------------------- |
| Allmusic                                                                    | [ 2 ]                  |
| Esta tabela precisa de ser acompanhada por texto em prosa. Consulte o guia. |                        |

## Faixas

### Edição nos EUA
1. "Race for the Prize" (Mokran Remix) – 4:09
2. "A Spoonful Weighs a Ton" – 3:32
3. "The Spark That Bled" ("The Softest Bullet Ever Shot") – 5:55
4. "The Spiderbite Song" – 4:02
5. "Buggin'" (Mokran Remix) – 3:16
6. "What Is the Light?" ("An Untested Hypothesis Suggesting That the Chemical (In Our Brains) by Which We Are Able to Experience the Sensation of Being in Love Is the Same Chemical That Caused the "Big Bang" That Was the Birth of the Accelerating Universe") – 4:05
7. "The Observer" – 4:11
8. "Waitin' for a Superman" ("Is It Gettin' Heavy?") – 4:17
9. "Suddenly Everything Has Changed" ("Death Anxiety Caused by Moments of Boredom") – 3:54
10. "The Gash" ("Battle Hymn for the Wounded Mathematician") – 4:02
11. "Feeling Yourself Disintegrate" – 5:17
12. "Sleeping on the Roof" (excerpt from "Should We Keep the Severed Head Awake??") – 3:09
13. "Race for the Prize" ("Sacrifice of the New Scientists") – 4:18
14. "Waitin' for a Superman" (Mokran Remix) – 4:19

### Edição no Reino Unido
1. "Race for the Prize" (Sacrifice Of The New Scientists) – 4:18
2. "A Spoonful Weighs a Ton" – 3:32
3. "The Spark That Bled" (The Softest Bullet Ever Shot) – 5:55
4. "Slow Motion" – 3:53
5. "What Is the Light?" (An Untested Hypothesis Suggesting That the Chemical (In Our Brains) by Which We Are Able to Experience the Sensation of Being in Love Is the Same Chemical That Caused the "Big Bang" That Was the Birth of the Accelerating Universe) – 4:05
6. "The Observer" – 4:10
7. "Waitin' for a Superman" (Is It Gettin' Heavy?) – 4:17
8. "Suddenly Everything Has Changed" (Death Anxiety Caused By Moments Of Boredom) – 3:54
9. "The Gash" (Battle Hymn For The Wounded Mathematician) – 4:02
10. "Feeling Yourself Disintegrate" – 5:17
11. "Sleeping on the Roof" (excerpt from "Should We Keep The Severed Head Awake??") – 3:09
12. "Race for the Prize" (Mokran Remix) – 4:09
13. "Waitin' for a Superman" (Mokran Remix) – 4:19
14. "Buggin'" (The Buzz Of Love Is Busy Buggin' You) (Mokran Remix) – 3:16

### Em LP (disco de vinil)
Lado A
1. "Race for the Prize"
2. "A Spoonful Weighs a Ton"
3. "The Spark That Bled"
4. "The Spiderbite Song"

Lado B
1. "Buggin'" (The Buzz of Love Is Busy Buggin' You)
2. "What Is the Light?"
3. "The Observer"

Lado C
1. "Waitin' for a Superman"
2. "Suddenly Everything Has Changed"
3. "The Gash"

Lado D
1. "Slow Motion"
2. "Feeling Yourself Disintegrate"
3. "Sleeping on the Roof"